# 荷莲豆属
荷莲豆属（学名：Drymaria）是石竹科下的一个属，为纤弱、匍匐或直立草本植物。该属共有49种，主要分布于热带美洲。
属名Drymaria来源于希腊语drymos，意为森林，指本属植物常生于树林中。